# Disciplini di Valcamonica

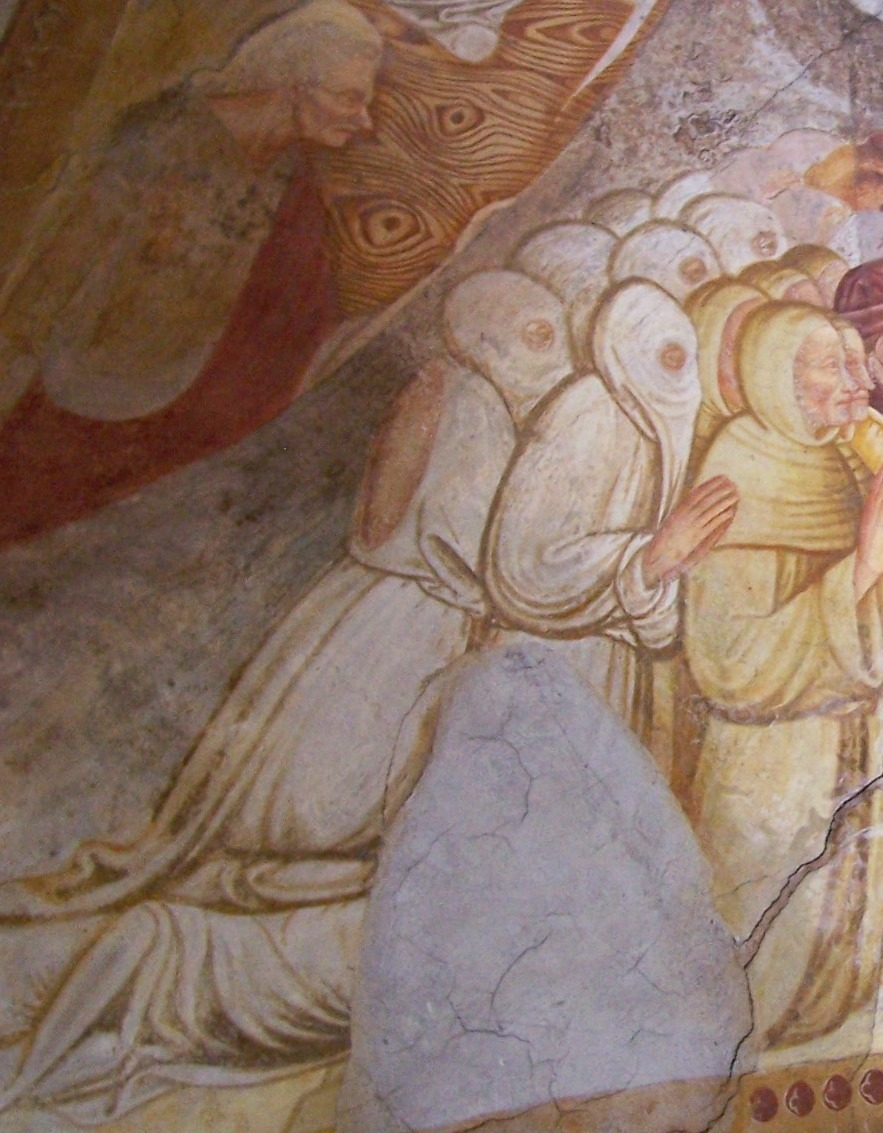
Affresco raffigurante Disciplini presso l'Oratorio dei Disciplini (Montecchio)

I Disciplini (dialetto camuno dihiplì o disiplì) furono un movimento laico medievale diffuso in Val Camonica conosciuto anche come "dei Disciplinanti".
Attivo già dal XII secolo, il movimento ha il suo apice intorno al XV secolo e continua fino al XIX secolo. 
Il movimento laico fu osteggiato dalla Chiesa della Controriforma.
La struttura, ripetendo la prima comunità apostolica, era formata da un consiglio di dodici persone.
I membri dell'ordine vestivano un abito di lana dal colore naturale, ai fianchi portavano un cordone da cui pendeva il flagello (o un piccolo teschio) e sulle spalle un lungo cappuccio che lasciava libere solo due fessure per gli occhi.
Era praticato l'uso della flagellazione tramite appunto la disciplina.
In un primo tempo i membri si dedicavano esclusivamente alle orazioni per i morti, alle processioni ed alla espiazione dei propri peccati. Poi ebbero anche responsabilità amministrative.
Data la sua impostazione laica, il movimento fu sostenuto dal partito ghibellino camuno.